# Kambos
Kambos (gr. Κάμπος) – wieś w Republice Cypryjskiej, w dystrykcie Nikozja. W 2011 roku liczyła 271 mieszkańców.